# M. Mortensen
Martinus Mortensen (født 9. december 1855 i Ugilt, død 9. december 1940 i København) var en dansk redaktør og socialdemokratisk politiker. Han var medlem af Folketinget fra 1906 til 1909 og fra 1910 til 1920.

## Uddannelse og erhverv
M. Mortensen blev født i Ugilt sydøst for Hjørring i 1855. Han var først maskinarbejder og tog maskinmestereksamen i 1872 (første del) og 1874 (anden del) hvorefter han sejlede som maskinmester. Fra 1888 til begyndelsen af 1920'erne var han redaktør af Randers Arbejderblad. (Avisen skiftede titel til Social-Demokraten for Randers og Omegn i 1907). Derefter havde han en lotterikollektion i København.

## Politisk karriere
I 1887 blev M. Mortensen medlem af hovedbestyrelsen i Smedenes og Maskinarbejdernes Fagforening.
Han blev medlem af Socialdemokratiets hovedbestyrelse i 1890. Fra 1895 til 1900 og fra 1906 var han medlem af byrådet i Randers Købstadskommune.
Mortensen stillede op til Folketinget i Søndervingekredsen ved folketingsvalget i 1890 og i Odderkredsen ved folketingsvalget i 1892 uden at blive valgt. Ved valget i 1903 forsøgte sig i Randers Bykreds mod Poul Rasmusen fra Højre. Ved dette valg fik han 1.259 stemmer mod 1.452 stemmer til Rasmusen som blev valgt. Krigsminister V.H.O. Madsen fra Venstrereformpartiet, som også stillede op, fik 841 stemmer.
Ved folketingsvalget 1906 lykkedes det Mortensen at slå Rasmussen i Randers Bykreds og blive valgt til Folketinget. Han 
tabte dog kredsen igen ved valget i 1909 til Søren Neersø som var ny Højrekandidat. Men han blev genvalgt året efter ved folketingsvalget i 1910 og de følgende valg frem til valget i juli 1920 hvor han ikke længere stillede op.